# Rozoy-sur-Serre
Rozoy-sur-Serre är en kommun i departementet Aisne i regionen Hauts-de-France i norra Frankrike. Kommunen ligger  i kantonen Rozoy-sur-Serre som ligger i arrondissementet Laon. År 2022 hade Rozoy-sur-Serre 922 invånare.

## Befolkningsutveckling
Antalet invånare i kommunen Rozoy-sur-Serre
Referens: INSEE